# Скорая помощь (фильм, 1990)
«Скорая помощь» — кинофильм, триллер режиссёра Ларри Коэна.

## Сюжет
Художник Джош Бэйкер (Эрик Робертс), молодой парень, рисующий комиксы, на улицах Нью-Йорка встречает девушку по имени Шерил (Джанин Тёрнер), очень похожую на одну из героинь комикса. Неожиданно ей становится плохо и её забирает машина скорой помощи. Когда Джош захотел навестить её в госпитале, то выяснилось, что Шерил не была госпитализирована. Соседка Шерил по комнате также исчезает после поездки на той же самой машине скорой помощи. Полиция считает, что парень потерял рассудок из-за своих комиксов, и не горит желанием расследовать «безнадежное» дело. И ничего не остаётся парню, как только самому разгадать тайну этого странного транспортного средства.

## В ролях
- Эрик Робертс — Джош Бейкер
- Джеймс Эрл Джонс — лейтенант Фрэнк Спенсер
- Меган Галлахер — Сандра Маллой
- Ред Баттонс — Элиа Закарай
- Джанин Тёрнер — Шерил
- Ричард Брайт — МакКлоски
- Эрик Браеден — Доктор
- Лорен Лэндо — Пэтти
- Майкл О’Хара — Хэл
- Стэн Ли — в роли самого себя / Редактор Marvel Comics

## Премии и номинации
- 1994 — номинация на премию Сатурн (лучший релиз на видео)